# Napoleone Bertoglio Pisani
Napoleone Pietro Alessandro Bertoglio Pisani (Milano, 18 agosto 1845 – Milano, 1º settembre 1912) è stato uno scrittore, storico e archeologo italiano.

## Biografia
Napoleone Bertoglio Pisani nacque nel 1845 a Milano, figlio del conte Leopoldo Maria, feudatario di Tormo, e della nobildonna Amalia Frosconi Mozzoni. Suo prozio fu il marchese Cesare Beccaria, noto illuminista milanese nonché nonno materno di Alessandro Manzoni, mentre sua prima cugina fu la religiosa Eugenia Ravasco, dichiarata poi beata da Giovanni Paolo II e fondatrice di un istituto per l'educazione delle giovani a Genova. Era imparentato anche con lo scrittore e giornalista Nino Bazzetta de Vemenia.
Seguendo la volontà del padre, intraprese la carriera dell'avvocatura e conseguì il dottorato in legge, appassionandosi poi però alla storia locale ed all'archeologia, coadiuvato in questo dal noto scrittore e archeologo locale Carlo Dossi. Dimorò per questo scopo spesso al palazzo di famiglia ancora oggi esistente a Besate (attualmente vi ha sede il municipio locale) dove si occupò di storia locale, collaborando tra gli altri col Bollettino della Società Pavese di Storia Patria. Si dedicò con particolare enfasi allo studio ed alla classificazione di alcuni reperti di età preromana ritrovati sul territorio del magentino tra cui quelli rinvenuti a Santo Stefano Ticino.

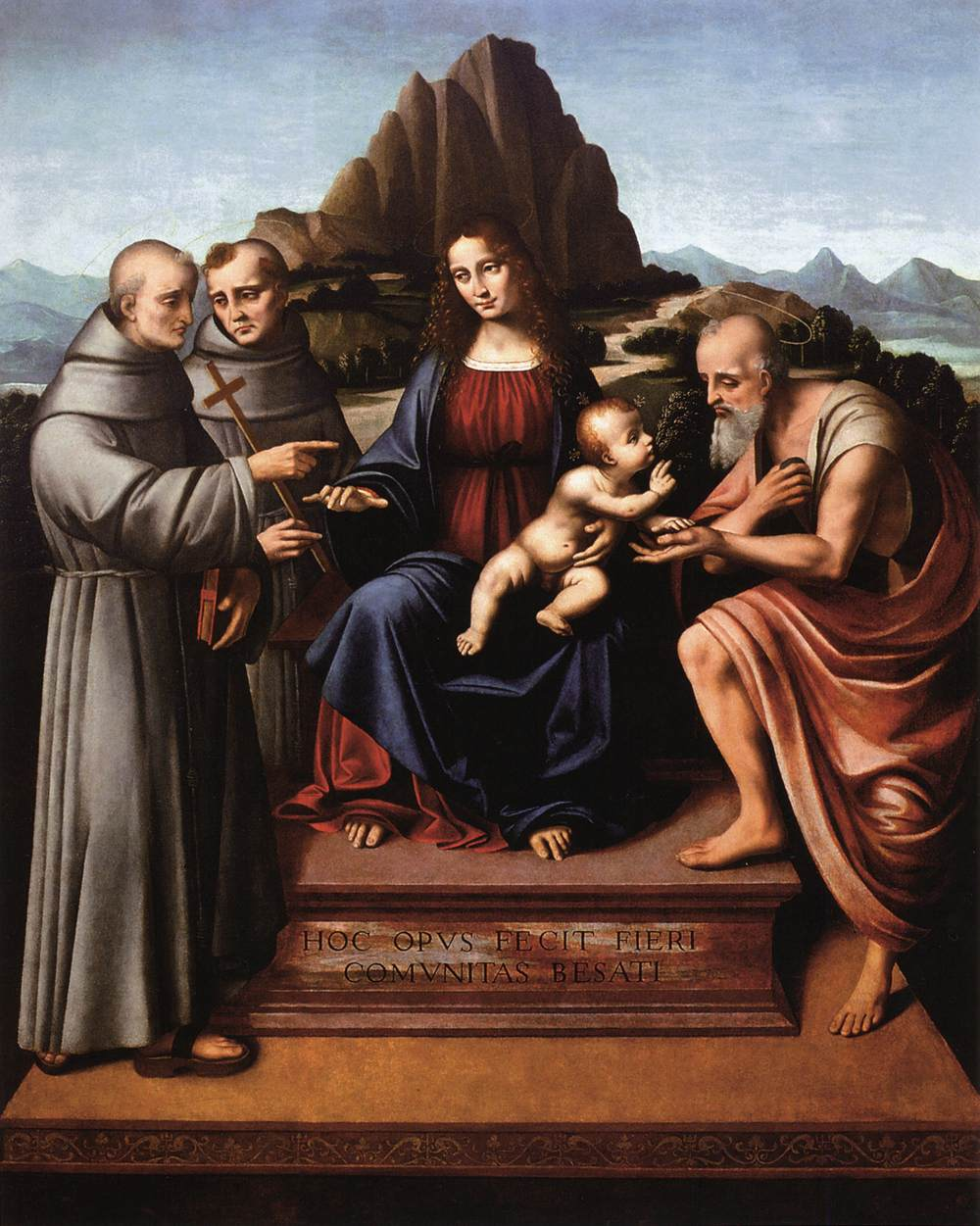
Marco d'Oggiono, Vergine e Bambino in trono con santi, attribuita per la prima volta nel 1903 grazie ad uno studio di Napoleone Bertoglio Pisani

Iniziò l'attività di pubblicista scrivendo diversi articoli per il mensile nazionale "Arte e Storia" di Firenze, collaborando con Guido Carocci. Realizzò inoltre alcune opere storico-artistiche di pregio come un approfondito studio dal titolo "Il Cenacolo di Leonardo e le sue copie" pubblicato nel 1907 che ancora oggi costituisce una delle opere più autorevoli nel campo dello studio dell'opera leonardesca milanese. Pubblicò poco dopo uno studio di notevole importanza sull'Abbazia di Morimondo e sullo sviluppo dell'abitato locale attorno alla realtà monastica a partire dal XII secolo, oltre ad uno studio monografico sulle opere di Marco d'Oggiono partendo da una pala d'altare presente nella chiesa parrocchiale di Besate ed oggi conservata presso il Museo Diocesano di Milano a cui per primo impartì l'attribuzione al leonardesco. Pubblicò anche uno studio architettonico e artistico sulla Cascina Donato del Conte e sul suo oratorio, uno dei più antichi dell'area dell'abbiatense.
Divenuto cavaliere dell'Ordine equestre del Santo Sepolcro di Gerusalemme, trascorse gli ultimi anni della sua vita occupandosi delle opere di carità che patrocinava. Non avendo avuto eredi né essendosi mai sposato, alla sua morte il 1º settembre 1912 i suoi beni passarono come da suo testamento al comune ed alla parrocchia di Besate. Il suo corpo si trova oggi nella cappella gentilizia da lui fatta erigere nel cimitero di Besate. Lasciò erede della sua vasta collezione di opere d'arte e di antichi oggetti e documenti la Biblioteca Ambrosiana di Milano.

## Opere
- Un nuovo e un vecchio museo, Hoepli, Milano, 1891

### Articoli
- Il castello di Binasco nel circondario di Abbiategrasso, in Arte e Storia, 1902
- Una visita alle rovine del campanile di San Marco di Venezia, in Arte e Storia, 1903
- Il Cenacolo di Leonardo da Vinci e le sue copie, in Arte e Storia, 1907
- L'Abbazia di Morimondo, in Arte e Storia, 1908
- Due lettere del generale Pietro Teulié, 1909

## Albero genealogico
|                                                 |                           |                                                    | Genitori                     |  |  | Nonni |  |  | Bisnonni                              |  |  | Trisnonni                            |  |
|                                                 |                           |                                                    |                              |  |  |       |  |  | Giuseppe Bertoglio, II conte di Tormo |  |  | Giovanni Bertoglio, I conte di Tormo |  |
|                                                 |                           |                                                    |                              |  |  |       |  |  | Giuseppe Bertoglio, II conte di Tormo |  |  | Giovanni Bertoglio, I conte di Tormo |  |
|                                                 |                           | Caterina Brentano                                  |                              |  |  |       |  |  | Giuseppe Bertoglio, II conte di Tormo |  |  |                                      |  |
| Pietro Gaspare Bertoglio                        |                           |                                                    |                              |  |  |       |  |  | Giuseppe Bertoglio, II conte di Tormo |  |  |                                      |  |
|                                                 |                           | Giulia Crevenna                                    | Giuseppe Crevenna            |  |  |       |  |  |                                       |  |  |                                      |  |
|                                                 |                           | Giulia Crevenna                                    | Giuseppe Crevenna            |  |  |       |  |  |                                       |  |  |                                      |  |
|                                                 |                           | Giulia Crevenna                                    | Anna Aliprandi               |  |  |       |  |  |                                       |  |  |                                      |  |
| Leopoldo Maria Bertoglio                        |                           | Giulia Crevenna                                    |                              |  |  |       |  |  |                                       |  |  |                                      |  |
|                                                 |                           | Barnaba Giuseppe Maria Barbò, conte di Casalmorano | Giovanni Barbò               |  |  |       |  |  |                                       |  |  |                                      |  |
|                                                 |                           | Barnaba Giuseppe Maria Barbò, conte di Casalmorano | Giovanni Barbò               |  |  |       |  |  |                                       |  |  |                                      |  |
|                                                 |                           | Barnaba Giuseppe Maria Barbò, conte di Casalmorano | Caterina Martinengo          |  |  |       |  |  |                                       |  |  |                                      |  |
| Luigia Barbò                                    |                           | Barnaba Giuseppe Maria Barbò, conte di Casalmorano |                              |  |  |       |  |  |                                       |  |  |                                      |  |
|                                                 |                           | Maria Teresa Carrera                               | Giacomo Carrera              |  |  |       |  |  |                                       |  |  |                                      |  |
|                                                 |                           | Maria Teresa Carrera                               | Giacomo Carrera              |  |  |       |  |  |                                       |  |  |                                      |  |
|                                                 |                           | Maria Teresa Carrera                               | …                            |  |  |       |  |  |                                       |  |  |                                      |  |
| Napoleone Bertoglio Pisani, VIII conte di Tormo |                           | Maria Teresa Carrera                               |                              |  |  |       |  |  |                                       |  |  |                                      |  |
|                                                 | Giovanni Mozzoni Frosconi | Carlo Francesco Mozzoni Frosconi                   |                              |  |  |       |  |  |                                       |  |  |                                      |  |
|                                                 | Giovanni Mozzoni Frosconi | Carlo Francesco Mozzoni Frosconi                   |                              |  |  |       |  |  |                                       |  |  |                                      |  |
|                                                 | Giovanni Mozzoni Frosconi | Francesca Elisabetta Proli                         |                              |  |  |       |  |  |                                       |  |  |                                      |  |
| Benedetto Alessandro Mozzoni Frosconi           | Giovanni Mozzoni Frosconi |                                                    |                              |  |  |       |  |  |                                       |  |  |                                      |  |
|                                                 |                           | Teresa Miglio                                      | …                            |  |  |       |  |  |                                       |  |  |                                      |  |
|                                                 |                           | Teresa Miglio                                      | …                            |  |  |       |  |  |                                       |  |  |                                      |  |
|                                                 |                           | Teresa Miglio                                      | …                            |  |  |       |  |  |                                       |  |  |                                      |  |
| Amalia Mozzoni Frosconi                         |                           | Teresa Miglio                                      |                              |  |  |       |  |  |                                       |  |  |                                      |  |
|                                                 |                           | Pierre Silvain Joseph Cartier                      | Joseph Cartier               |  |  |       |  |  |                                       |  |  |                                      |  |
|                                                 |                           | Pierre Silvain Joseph Cartier                      | Joseph Cartier               |  |  |       |  |  |                                       |  |  |                                      |  |
|                                                 |                           | Pierre Silvain Joseph Cartier                      | Marie Cuisnier des Blinières |  |  |       |  |  |                                       |  |  |                                      |  |
| Marie Constance Cartier                         |                           | Pierre Silvain Joseph Cartier                      |                              |  |  |       |  |  |                                       |  |  |                                      |  |
|                                                 |                           | …                                                  | …                            |  |  |       |  |  |                                       |  |  |                                      |  |
|                                                 |                           | …                                                  | …                            |  |  |       |  |  |                                       |  |  |                                      |  |
|                                                 |                           | …                                                  | …                            |  |  |       |  |  |                                       |  |  |                                      |  |
|                                                 |                           | …                                                  |                              |  |  |       |  |  |                                       |  |  |                                      |  |